# Years of Refusal
Years of Refusal är ett album av Morrissey, utgivet 16 februari respektive 17 februari, 2009. Jerry Finn är albumets producent, han var även producent till albumet You Are The Quarry. Morrissey beskrev Years of Refusal (innan dess utgivning), som sitt "starkaste" ("strongest"). Albumet har överlag fått goda omdömen.
Albumets omslag visar Morrissey hållande en bäbis. Bäbisen heter Sebastien Pesel-Browne, son till Charlie Browne, Morrisseys assisterande turné-manager. Sebastiens mamma mötte Charlie vid en Morrissey-konsert i Boston.

## Medverkande

### Bandet
- Morrissey - Sång
- Alain Whyte - Gitarr och sång
- Boz Boorer - Gitarr
- Jesse Tobias - Gitarr
- Solomon Walker - Elgitarr
- Matt Walker - Trummor
- Roger Manning - Keyboard
- Mark Isham – Trumpet, klarinett
- Jeff Beck – Gitarr ("Black Cloud")
- Michael Farrell – Keyboard, dragspel, kobjällra ("That's How People Grow Up")
- Kristeen Young - Bakgrundssång ("That's How People Grow Up")

## Låtlista
Titel, låtförfattare, låtlängd.
1. "Something Is Squeezing My Skull" Morrissey/Alain Whyte 2:38
2. "Mama Lay Softly On The Riverbed" Morrissey/Whyte 3:53
3. "Black Cloud"   Morrissey/Boz Boorer 2:48
4. "I'm Throwing My Arms Around Paris" Morrissey/Boorer 2:30
5. "All You Need Is Me" - Morrissey/Jesse Tobias 3:12
6. "When Last I Spoke To Carol" - Morrissey/Whyte 3:23
7. "That's How People Grow Up" - Morrissey/Boz Boorer 2:59
8. "One Day Goodbye Will Be Farewell" - Morrissey/Boorer 2:56
9. "It's Not Your Birthday Anymore" - Morrissey/Whyte 5:10
10. "You Were Good In Your Time" - Morrissey/Whyte 5:01
11. "Sorry Doesn't Help" - Morrissey/Tobias 4:03
12. "I'm OK By Myself" - Morrissey/Tobias 4:48

### iTunes USA Bonuslåtar
1. "Because of My Poor Education" - Morrissey/Whyte
2. "Shame Is the Name" - Morrissey/Whyte

## Specialutgåva-DVD
1. Wrestle with Russell
2. That's How People Grow Up (Framförd live på Friday Night with Jonathan Ross)
3. All You Need Is Me (Framförd live på Later... with Jools Holland)
4. All You Need Is Me (Marknadsföringvideo)